# René Joensen
René Shaki Joensen (ur. 8 lutego 1993) – farerski piłkarz, występujący na pozycji pomocnika w drugoligowym, duńskim klubie piłkarskim Vendsyssel FF oraz w reprezentacji Wysp Owczych. 

## Kariera klubowa
Joensen rozpoczynał karierę w klubie Brøndby IF, w którym zagrał tylko jedno spotkanie w pierwszym składzie 13 maja 2012 roku przeciwko AGF Aarhus (1:5). W styczniu 2014 roku postanowił powrócić do klubu, w którym grał dawniej w kadrze młodzieżowej - HB Tórshavn. Zadebiutował w nim 10 marca w meczu Superpucharu Wysp Owczych 2014 przeciwko Víkingurowi Gøta, zakończonym rezultatem 1:2. Pierwszego gola strzelił 21 kwietnia w zremisowanym 2:2 meczu ligowym również przeciwko Víkingurowi. Łącznie zagrał w 55 spotkaniach i zdobył pięć bramek dla HB Tórshavn. Debiutował także wówczas w spotkaniach Ligi Mistrzów UEFA.
W lipcu 2015 roku Joensen podpisał półroczny kontrakt z drugoligowym klubem Vendsyssel FF z Danii. Zadebiutował w jego barwach 9 sierpnia w wygranym 1:0 meczu przeciwko Næstved BK, a pierwsze dwie bramki strzelił 13 września w spotkaniu z FC Helsingør (2:2). Dotychczas wystąpił w trzydziestu sześciu meczach i strzelił sześć goli.

## Kariera reprezentacyjna
Do kadry U-17 powoływano go już w roku 2008, jednak po raz pierwszy zagrał w niej 28 lipca 2009 przeciwko Norwegii (0:7), a łącznie wystąpił w niej siedem razy. 7 października 2010 roku zagrał pierwszy z sześciu meczów reprezentacji U-19, w których brał udział. Było to zremisowane 2:2 spotkanie przeciwko Chorwacji. 31 maja 2011 zadebiutował w kadrze U-21, a jego drużyna zremisowała wówczas 0:0 z Irlandią Północną. Łącznie wystąpił w tej reprezentacji dwanaście razy.
15 sierpnia 2012 roku zagrał po raz pierwszy w reprezentacji seniorskiej przeciwko Islandii (0:2). Dotychczas wystąpił w niej dziesięć razy.